# Futbolniy Klub Vityaz
O FC Vityaz Podolsk é um clube de futebol russo, mais precisamente da cidade de Podolsk, próxima a Moscou. Participa da Liga de Futebol Amador, na Divisão Centro.
O Vityaz chegou a participar da Segunda Divisão russa, em 2009. Mas problemas financeiros tornaram a participação no torneio de 2010 inviável. Manda suas partidas no Avangard Stadium, com capacidade para 4.500 torcedores.

## Títulos
O Vityaz ainda não conqustou títulos relevantes.